# Red Light Lizzie
Red Light Lizzie (fl. 1860 – 1875) fue el alias de una madam estadounidense, proxeneta y figura de los bajos fondos en la ciudad de Nueva York a mediados y finales del siglo XIX.
Durante las décadas de 1860 y 1870, controló gran parte de la prostitución de la ciudad de Nueva York, junto con Jane the Grabber . Al igual que su rival, Lizzie empleó a varios hombres y mujeres para que viajaran a las comunidades rurales en el norte del estado de Nueva York y por Nueva Inglaterra para atraer a chicas jóvenes a la ciudad con falsas promesas de trabajos bien remunerados. Lizzie también pagó a algunos hombres para que convencieran a muchachas de acompañarlos a tabernas de mala muerte donde, al igual que en el crimpado (shanghaiing), les darían alcohol narcotizado. Luego, las víctimas serían obligadas a prostituirse, ya sea trabajando en sus burdeles o siendo "vendidas" a establecimientos similares. Tanto ella como Jane the Grabber se especializaron finalmente en conseguir mujeres de familias más ricas.
Era propietaria de al menos doce "casas de mala reputación" y tuvo tanto éxito como proxeneta que enviaba una carta circular mensual informativa a todos sus clientes.